# Zeppelinallee
Die Zeppelinallee in Frankfurt am Main ist eine Allee in den Stadtteilen Frankfurt-Bockenheim und Westend-Nord. Am Beginn – bis zur Einmündung Ludolfusstraße – ist sie ein Teil des Alleenrings und Stadtteilgrenze. Sie umfasst eine Vielzahl denkmalgeschützter Häuser, meist im neoklassizistischen Stil und hat ab der Mitte einen parkähnlichen Mittelstreifen.

## Entstehung
Die Straße entstand 1901, um das Neubaugebiet „Ginnheimer Höhe“ zu erschließen. Der Gartenarchitekt Max Bromme entwarf die parkartig gestaltete Straße. Die breite Grünfläche, die die Straße teilt und prägt, wird bis heute als Park und Kinderspielplatz genutzt.
Die Straße ist nach Ferdinand Graf von Zeppelin (1838–1917) benannt. Die von ihm konstruierten Luftschiffe hatten in Bockenheim ihren ersten Frankfurter Landeplatz, den Flughafen Frankfurt-Rebstock.

## Verlauf

### Südlicher Abschnitt (Bockenheimer Landstraße bis Miquelallee)

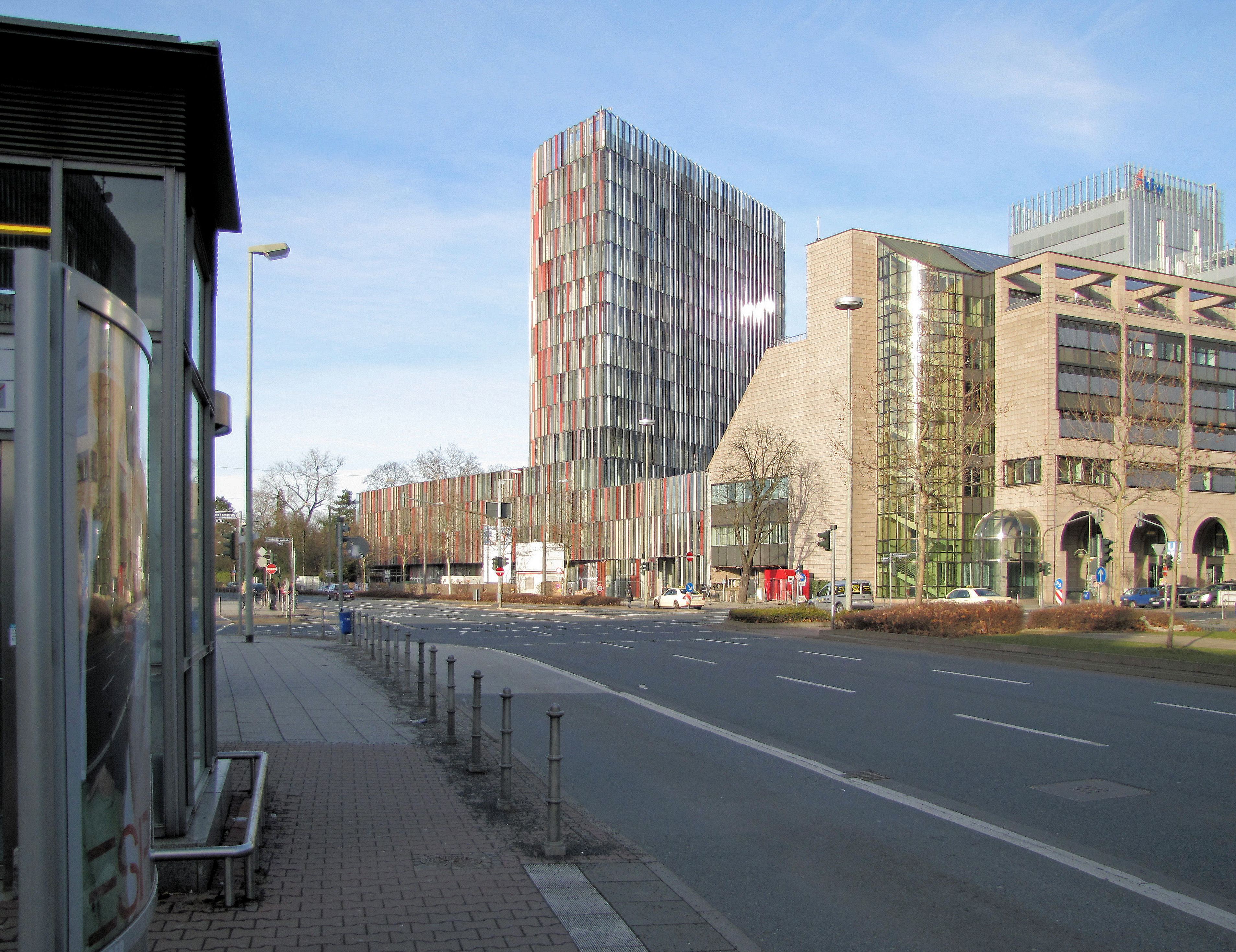
Westarkade

An der Kreuzung Bockenheimer Landstraße endet die Senckenberganlage und es beginnt die Zeppelinallee. Dort ist die Straße Teil des Alleenrings und trennt die Stadtteile Bockenheim und Frankfurt-Westend. Auf der linken Bockenheimer Seite befindet sich die Universitätsbibliothek Johann Christian Senckenberg, die das Eckgebäude an der Zeppelinallee bildet. Auf der rechten Westendseite eröffnet das Hochhaus Westarkade (die Zentrale der KfW) die Zeppelinallee. Das Hochhaus wurde in den Jahren bis 2010 an der Stelle errichtet, wo sich zuvor das Hochmagazin der Deutschen Bibliothek befand. Nördlich an das Grundstück der Westarkade grenzt das Gelände des Frankfurter Palmengartens.

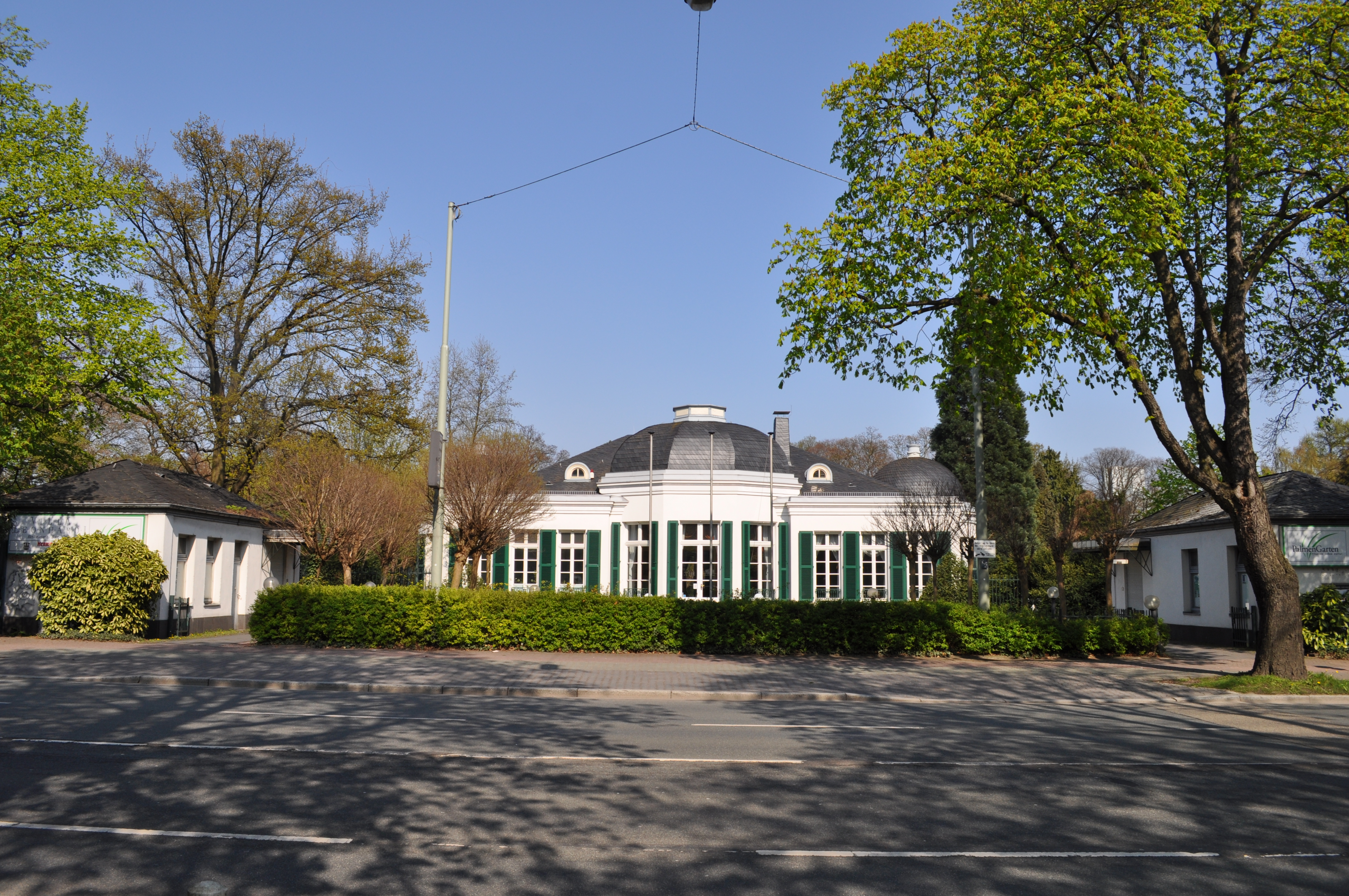
Villa Leonhardi von der Zeppelinallee aus

Im Palmengarten, und von der Zeppelinallee aus gut sichtbar, befindet sich die Villa Leonhardi. Sie wurde 1806 als Gartenvilla der Familie von Leonhardi errichtet. Architekt war Nicolas Alexandre Salins de Montfort. Ab 1842 gehörte das Gebäude dem Bankier Erlanger. 1905 wurde das Gebäude abgerissen. Die Front des Mittelpavillons mit der Sandstein-Säulenhalle wurde 1912 im Neubau des Tennisclubhauses im Palmengarten als Eingangstor wiederaufgebaut. 1987 wurde eine Neuerrichtung des historischen Gebäudes durch die Stadt Frankfurt beschlossen. Das Gebäude beinhaltet zwei Festsäle und wird als Café genutzt.

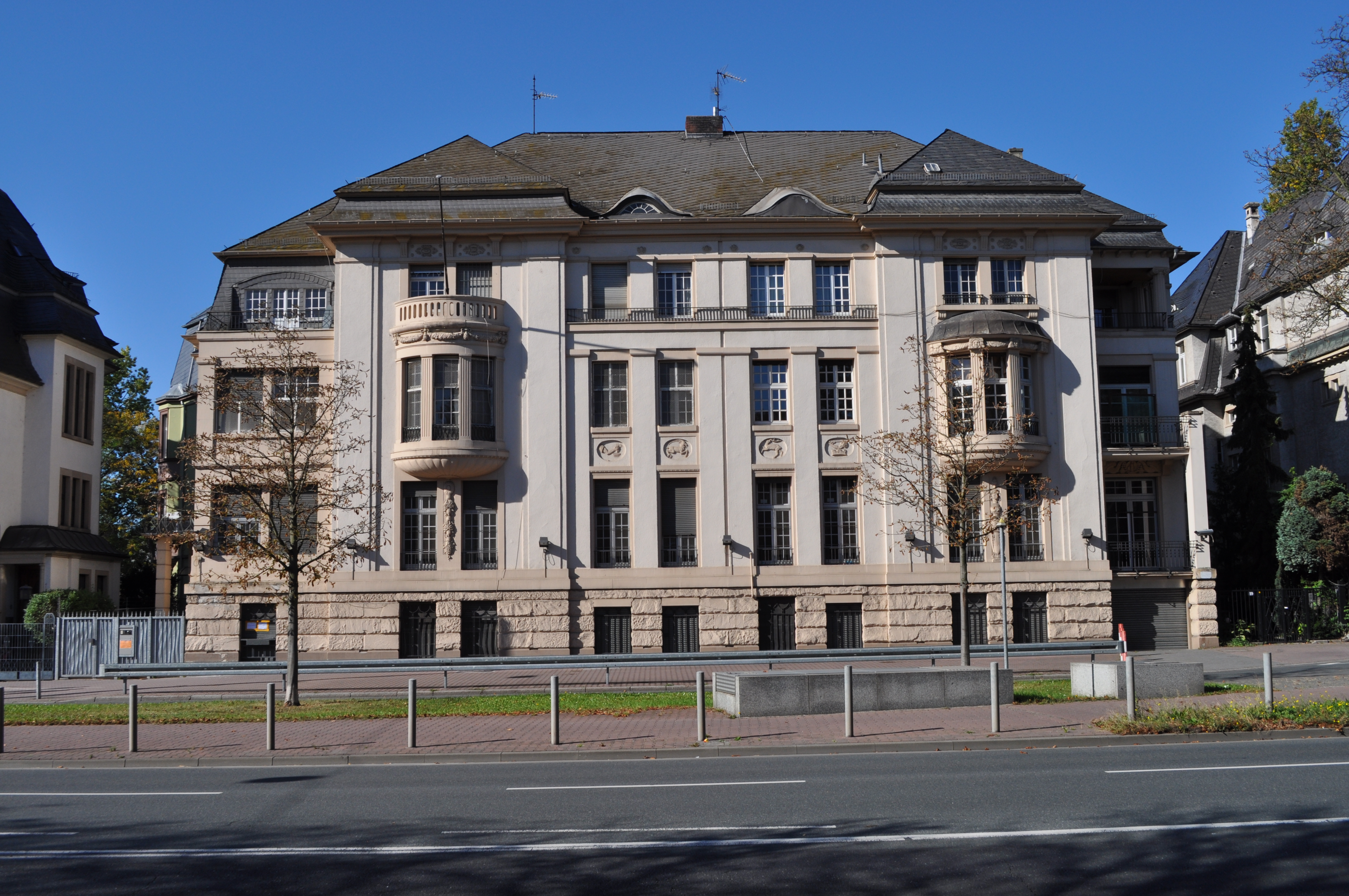
Türkisches Generalkonsulat, Zeppelinallee 17

Zwischen Sophien- und Ludolfusstraße verläuft eine – durch einen Grünstreifen mit altem Kastanienbaumbestand getrennte – Nebenfahrbahn. Sie ist nur in Nord-Süd-Richtung befahrbar und als Zufahrt und Parkraum für die Anwohner gedacht. Dort, gegenüber der Villa Leonhardi reihen sich neoklassizistische Villen, die vielfach als Konsulate genutzt werden. Die Reihe der Villen beginnt mit dem portugiesischen Konsulat in der Zeppelinallee 15, Ecke Sophienstraße. Ihr folgt direkt das türkische Generalkonsulat in der Zeppelinallee 17. Der Komplex, bestehend aus einer neoklassizistischen Villa von 1912 mit Hausnummer 12 und dem eigentlichen Konsulat, Zeppelinallee 17/19 einem neoklassizistischen Doppelhaus von 1911, das unter Denkmalschutz steht. Die repräsentative Villa wurde 1911 nach einem Entwurf des Architekten Christoph Gesser gebaut und weist reiche plastische Stuckornamentik auf.
Das Doppelhaus Zeppelinallee 21/23 ist eine denkmalgeschützte Villa von 1911 nach Entwurf des Stadtbaumeisters Joseph Ernst Richter. Das Haus besitzt eine neoklassizistische Zierfassade und einen zentrierenden Vorbau zwischen aufwändigen Balkongittern. Unter der Hausnummer 25 und 27 finden sich zwei neoklassizistische Villen von 1913. Architekt Johann Peter Walluf schuf eine symmetrische, reich ornamentierte Putz/Sandstein-Fassade hinter einer Ziergittereinfriedung zwischen aufwendig skulptierten Pfosten.

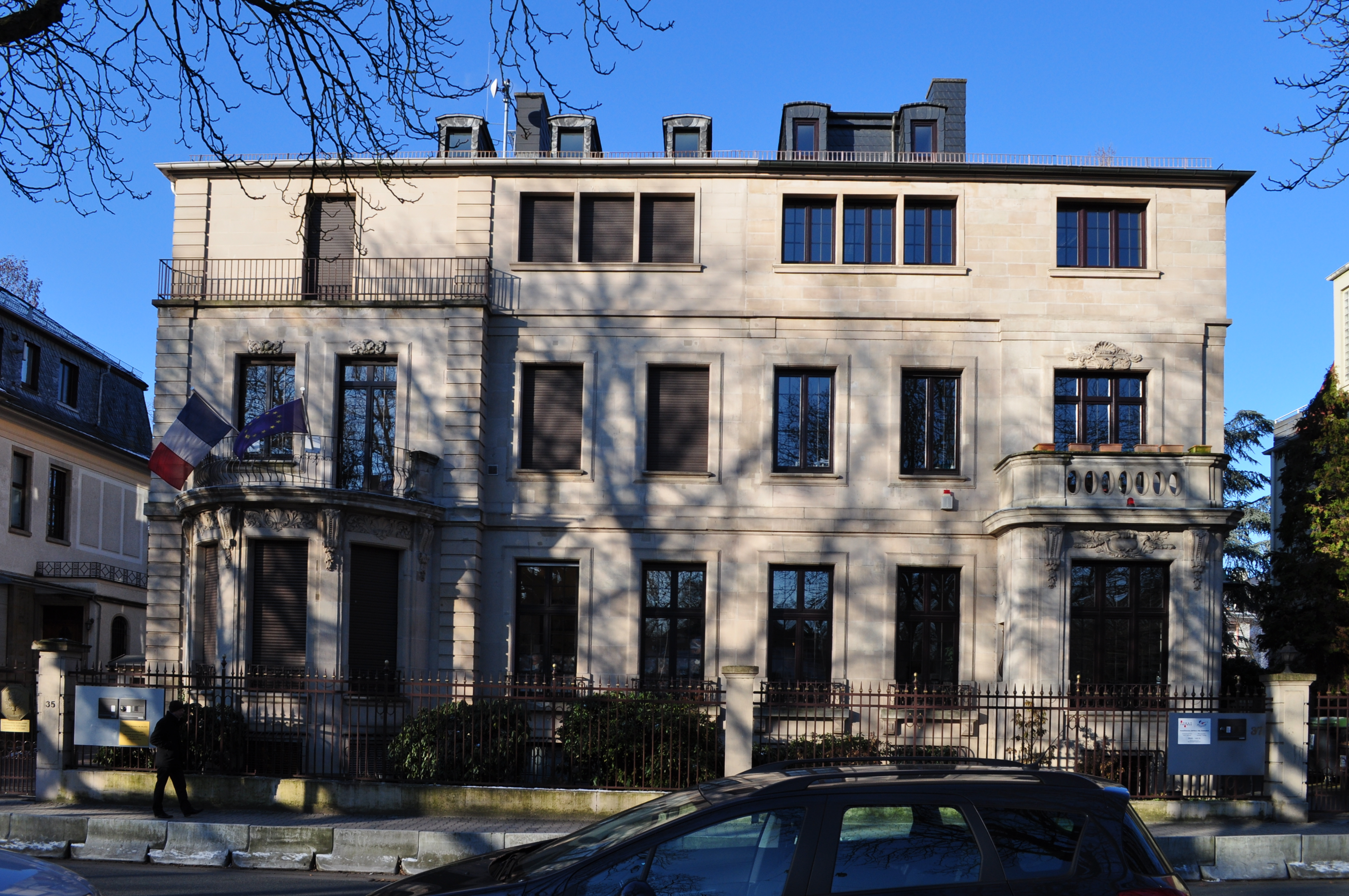
Ehemaliges französisches Konsulat, Zeppelinallee 35

Zeppelinallee 29–31 ist eine denkmalgeschützte neoklassizistische Doppelvilla von 1913 nach einem Entwurf von A. Hermann Schädel. Das Aussehen des Hauses wird durch die Steinfassade in Quaderverblendung geprägt. Das flach geneigte Mansarddach ist nicht mehr im Originalzustand. Eine reiche Werksteinfassade und eine Ziereinfriedung zwischen Steinpfosten zeichnet die neoklassizistische Villa aus dem Jahr 1911 unter Hausnummer 33 aus.
Auch das ehemalige Französische Generalkonsulat (Zeppelinallee 35) steht unter Denkmalschutz. Es handelt sich um die linke Hälfte der dreigeschossigen Villa Hausnummer 35/37. Die Villa verfügt über eine neoklassizistische Fassade und die ursprüngliche Einfriedung.
Das Doppelhaus mit der Hausnummer 39/41 ist eine repräsentative, denkmalgeschützte Villa aus dem Jahr 1910. Mit der neoklassizistischen symmetrischen Fassade aus Steinquadern, dem reichen Schmuck im Fensterbereich und dem aufwändig profilierten und ornamentierten Dachgesims fällt das Haus selbst im Umfeld der Villen der Zeppelinallee auf.

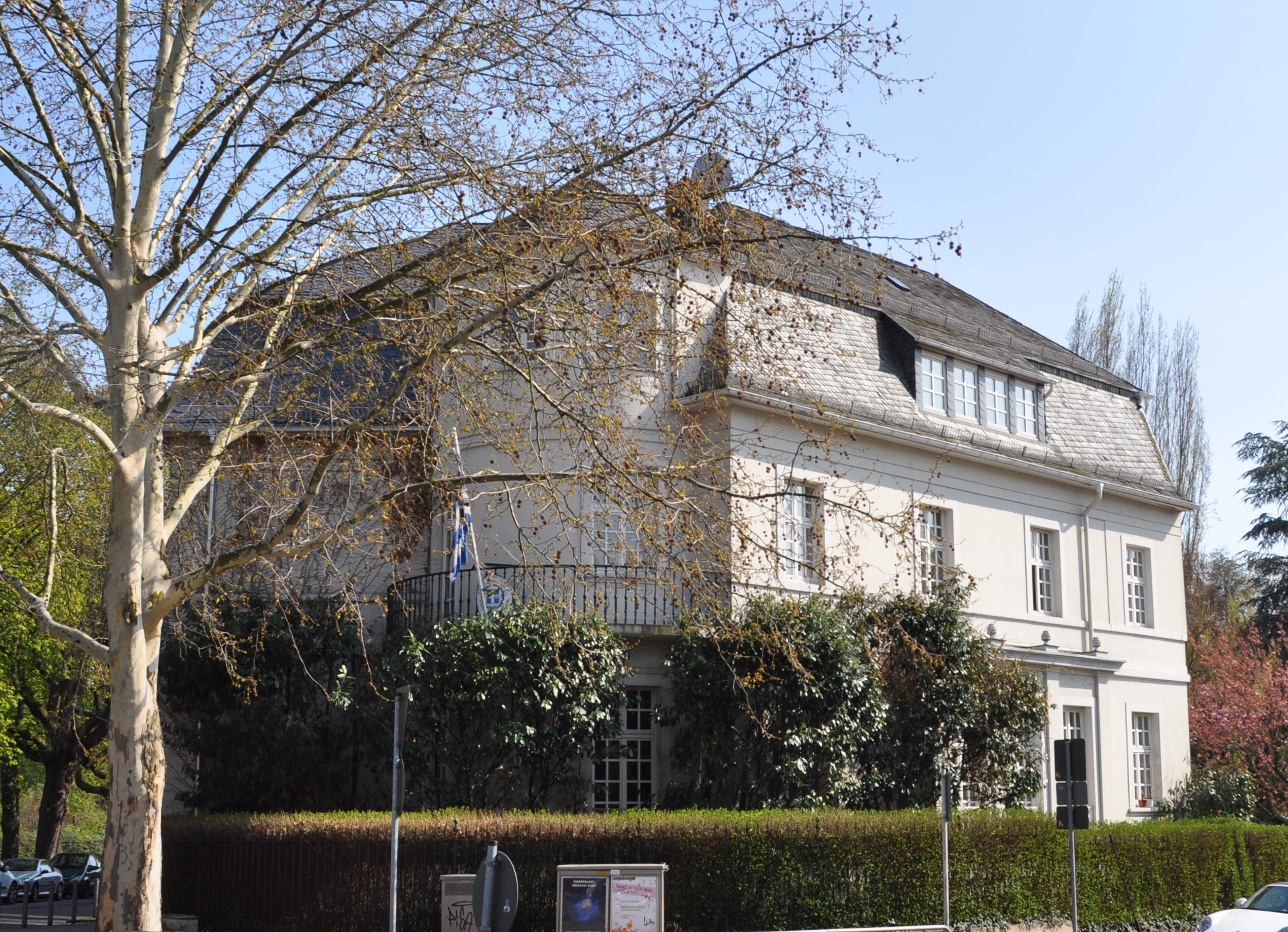
Zeppelinallee 43, griechisches Generalkonsulat

Das Haus Zeppelinallee 43 ist seit etwa 1995 das Generalkonsulat von Griechenland. Das Gebäude an der Ecke zur Ludolfusstraße wurde von Julius Lönholdt entworfen. Trotz seines ungewöhnlichen turmartigen Vorbaus handelt es sich um einen sehr strengen spätklassizistischen Entwurf. Letztendlich war der Stil des Gebäudes und die Bedeutung des Klassizismus für Griechenland der ausschlaggebende Grund, es als Konsulat zu erwerben.

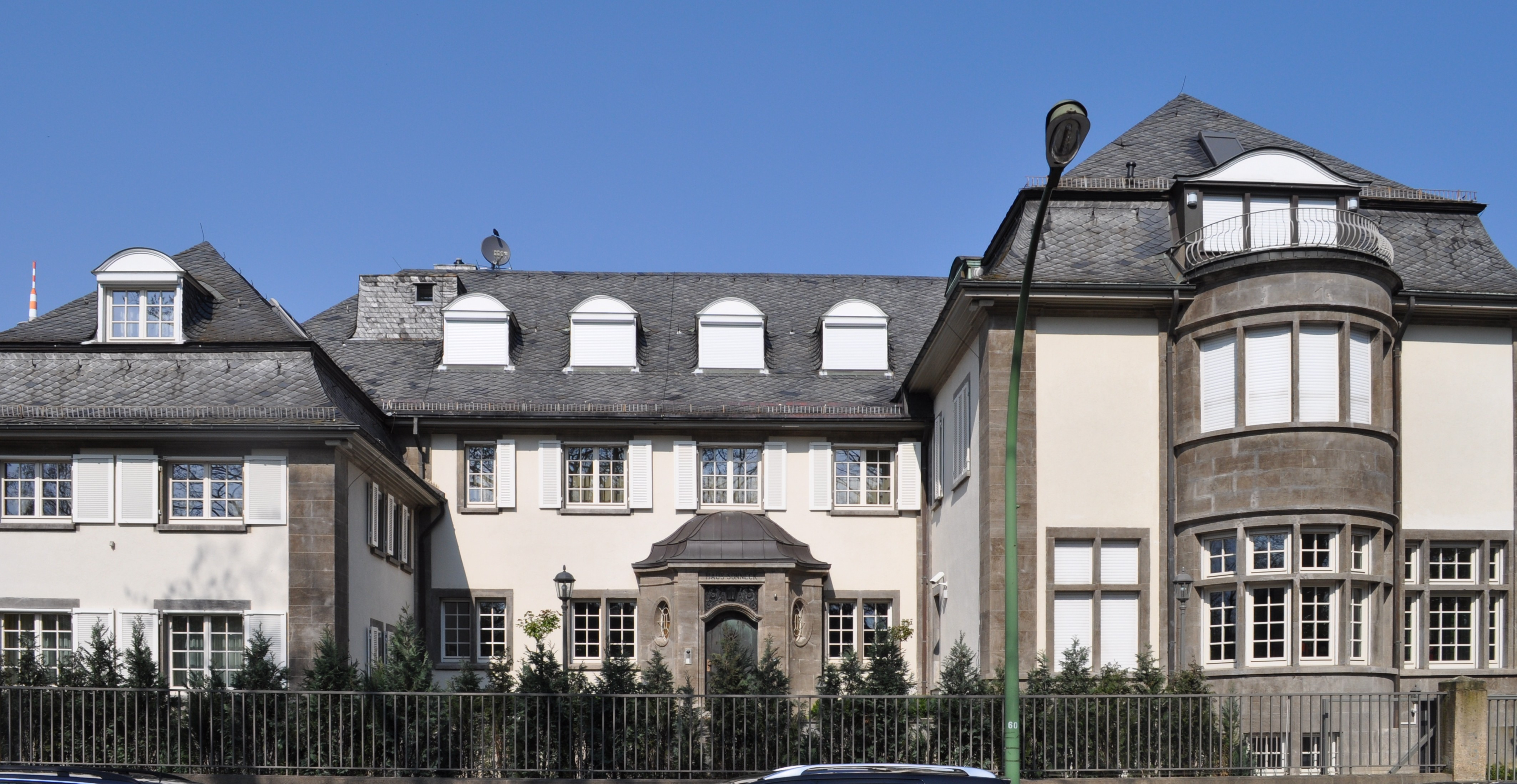
Zeppelinallee 38

Die Villa Sonneck (Zeppelinallee 38) ist eine unter Denkmalschutz stehende neoklassizistische Villa. Die Villa wurde erbaut für Heinrich Irenaeus Quincke, ein damals berühmter Internist und Chirurg. Als Architekten beauftragte er den bekannten Hermann Muthesius, der diese zweistöckige Villa von 1907 bis 1910 im englischen Landhausstil errichtete. Bis 1975 war sie in Privatbesitz, dann wurde die Villa von der IKB Deutsche Industriebank erworben, die das Haus in elf Monaten renovieren und für ihre Anforderungen umbauen ließ, einschließlich des Einbaus einer großen Tiefgarage. 2004 wurde die Villa an einen privaten Investor verkauft, der die Liegenschaft von 2004 bis 2007 kostspielig wieder ihrem ursprünglichen Zweck als Wohnhaus zuführen ließ.

### Mittlerer Abschnitt (Miquelallee bis Lilienthalallee)

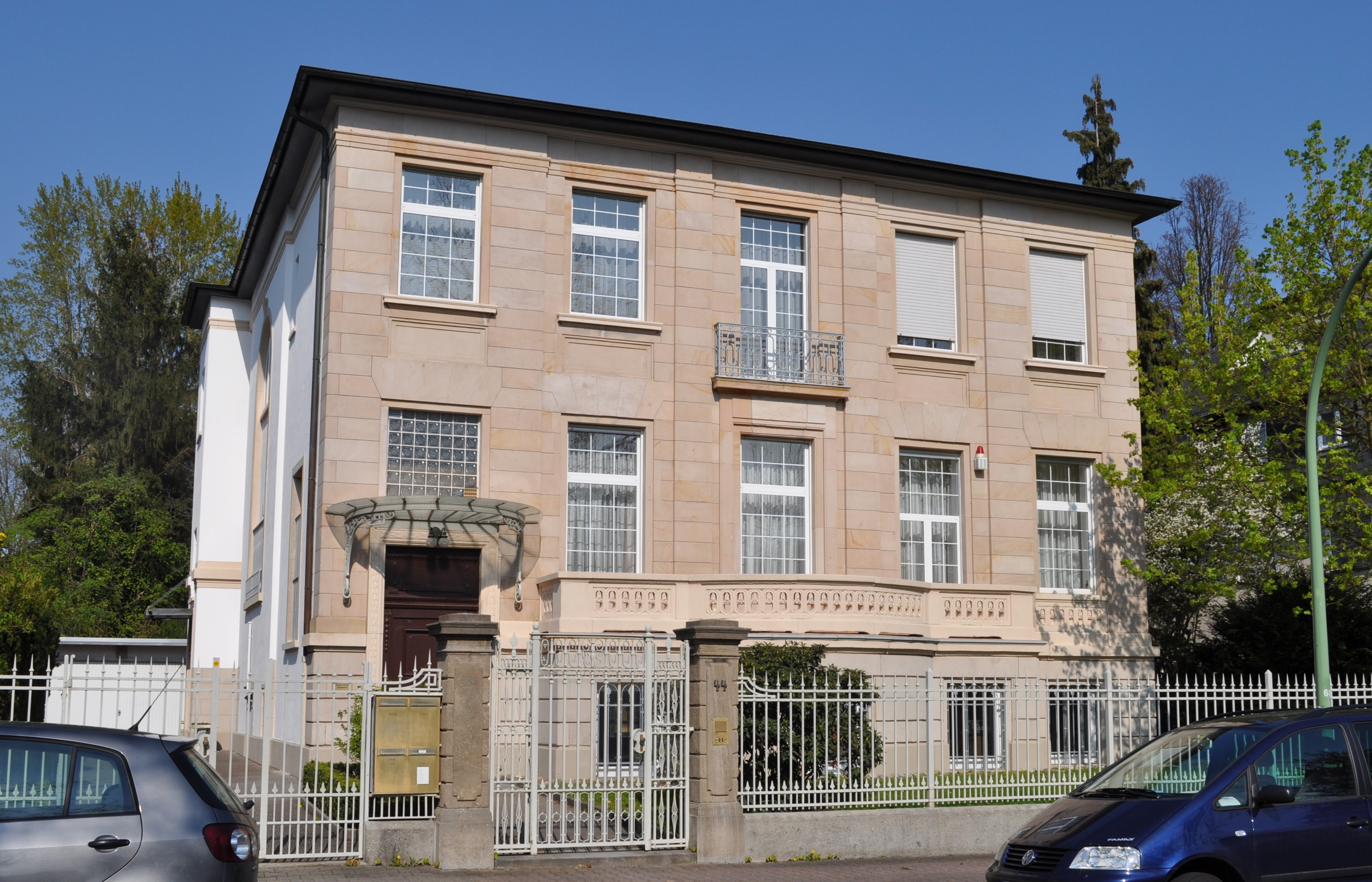
Zeppelinallee 44

Hinter der Ludolfusstraße zweigt der Alleenring mit der Miquelallee von der Zeppelinallee ab. Die Straße ist nun durch den breiten Grünstreifen getrennt und mit – vielfach repräsentativen – Wohngebäuden bebaut.
Zeppelinallee 44 ist eine neoklassizistische Villa aus dem Jahr 1912. Eine gegliederte Steinfront, profilierte und ornamentierte Türgewände am Eingang und kassettierte Brüstungsfelder prägen das Aussehen. Genauso wie das Haus steht auch die ursprüngliche Einfriedung unter Denkmalschutz.

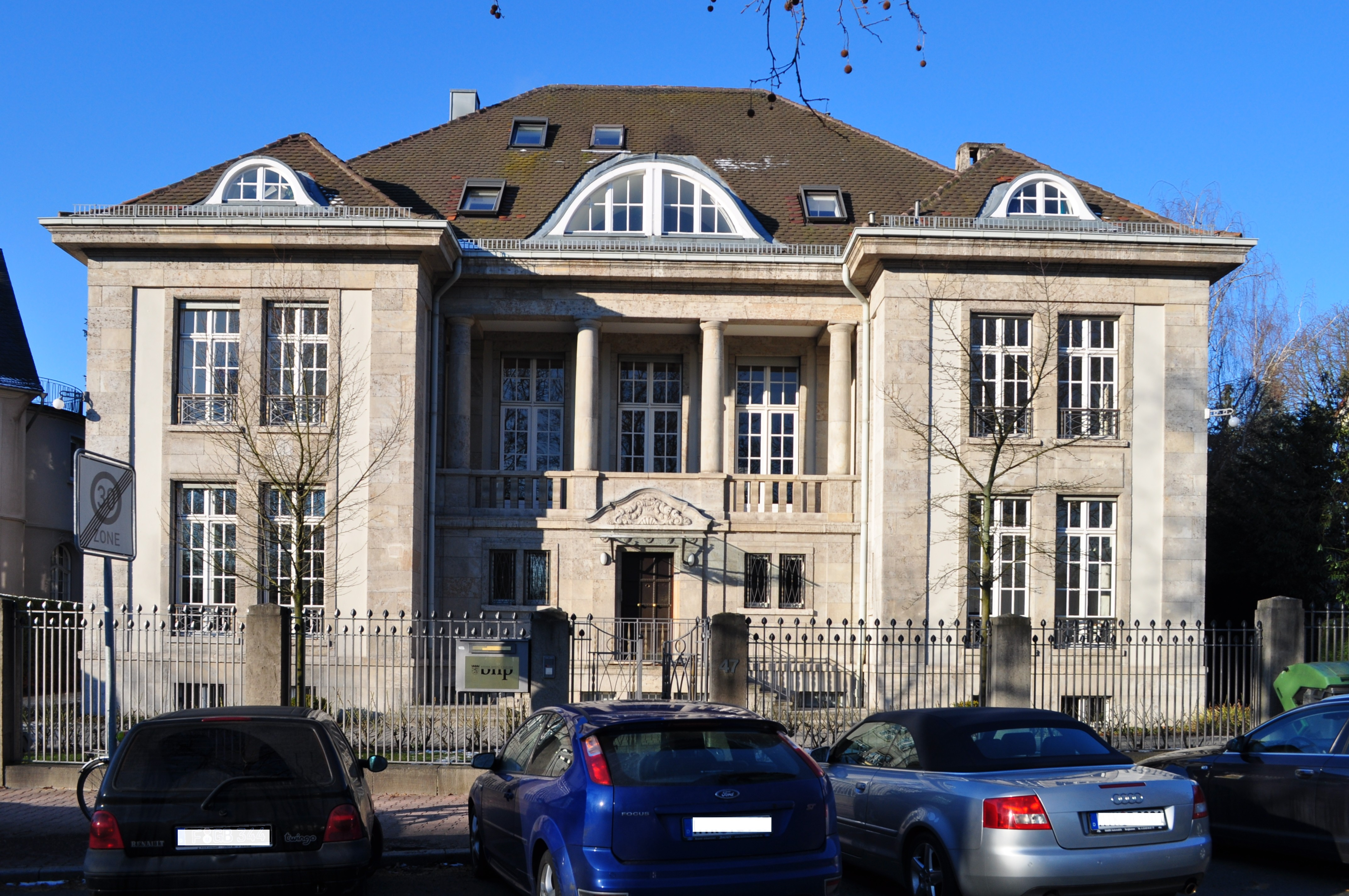
Zeppelinallee 47

Unter Hausnummer 47 findet sich eine repräsentative Villa, die 1910 nach Entwürfen von Bruno Paul errichtet wurde. Auch hier besteht eine neoklassizistische Steinfassade und die ursprüngliche Einfriedung.

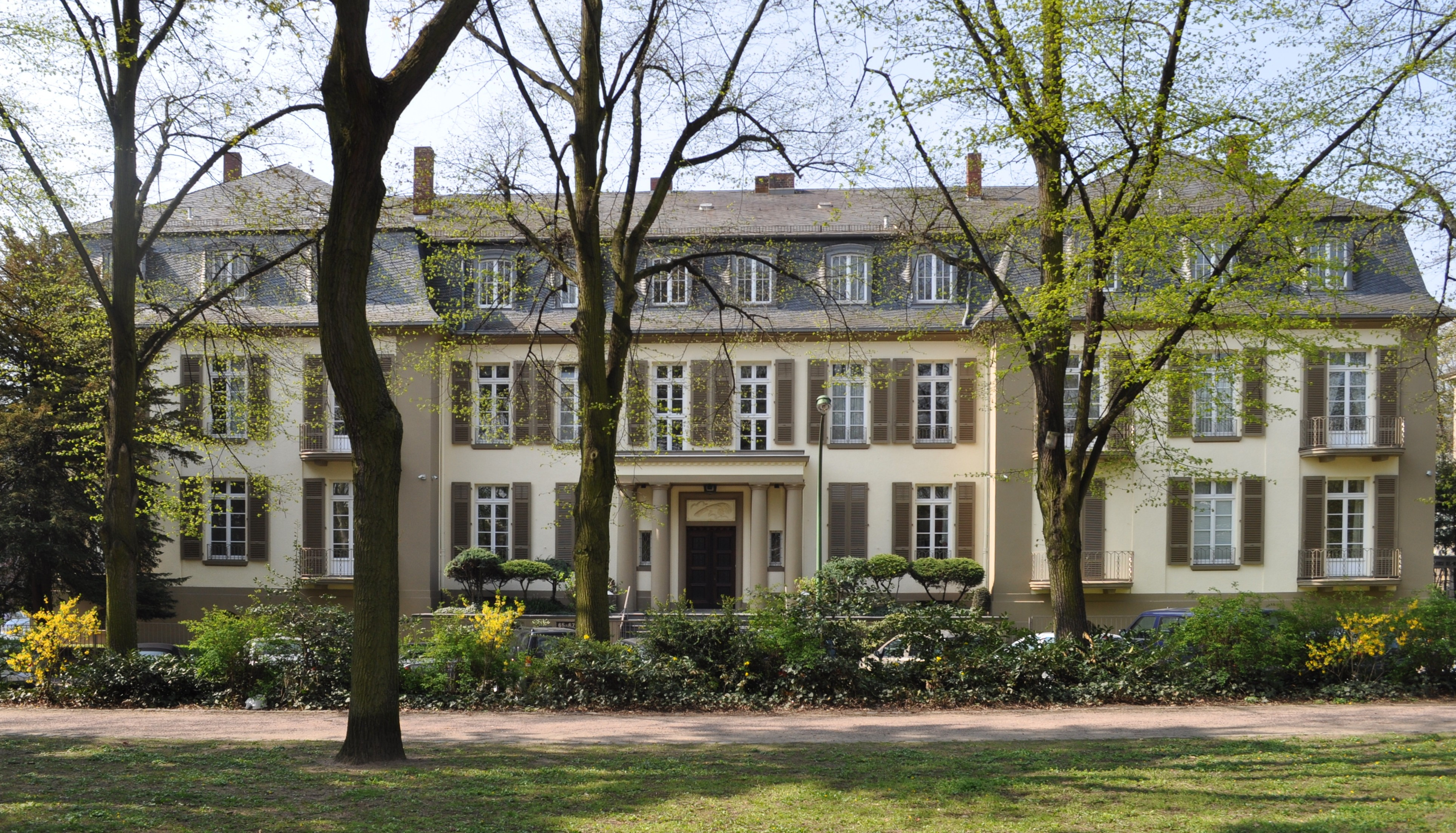
Zeppelinallee 65–67

Das Eckhaus Zeppelinallee 65–67 wurde 1922–25 als repräsentative neoklassizistische Villa erbaut. Das denkmalgeschützte Haus mit rechteckigem Grundriss, symmetrischer Putzfassade und beidseitige Flügelbauten unter hohem Mansarddach weist hohe Fenster zwischen Klappläden an den Seitenflügeln, z. T. als Türen hinter ziervergitterten Balkons und den ursprünglichen Eingangsportikus auf.
Die beiden letzten denkmalgeschützten Häuser des mittleren Bereich sind die Hausnummern 69 und 77. Unter Hausnummer 69 findet sich eine zweigeschossige neoklassizistische Villa von 1910 mit hohem Mansarddach und übergiebeltem Risalit mit historisierenden Schmuckformen. Die Hausnummer 77 ist eine neoklassizistische Villa aus dem Jahr 1912. Der Architekt A. Engelhardt entwarf eine symmetrische Putz-Sandsteinfassade. Bis zum Umzug an die Otto-Fleck-Schneise diente dieses Gebäude als Sitz des Deutschen Fußball-Bundes.

### Nördlicher Abschnitt (Lilienthalallee bis Ginnheimer Landstraße)

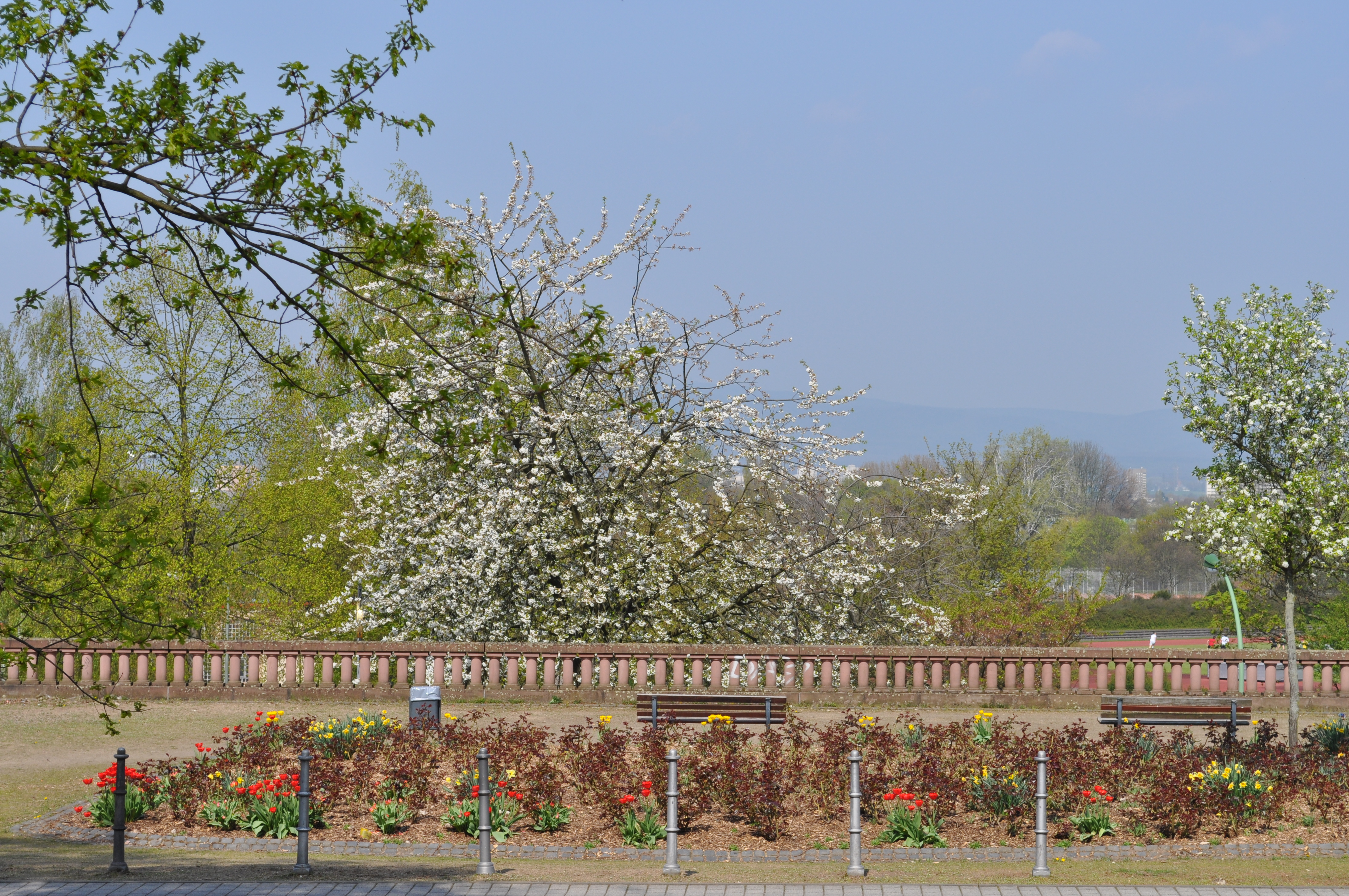
Blick von der Margarete- und Fritz Kahl-Anlage auf die Sportuni

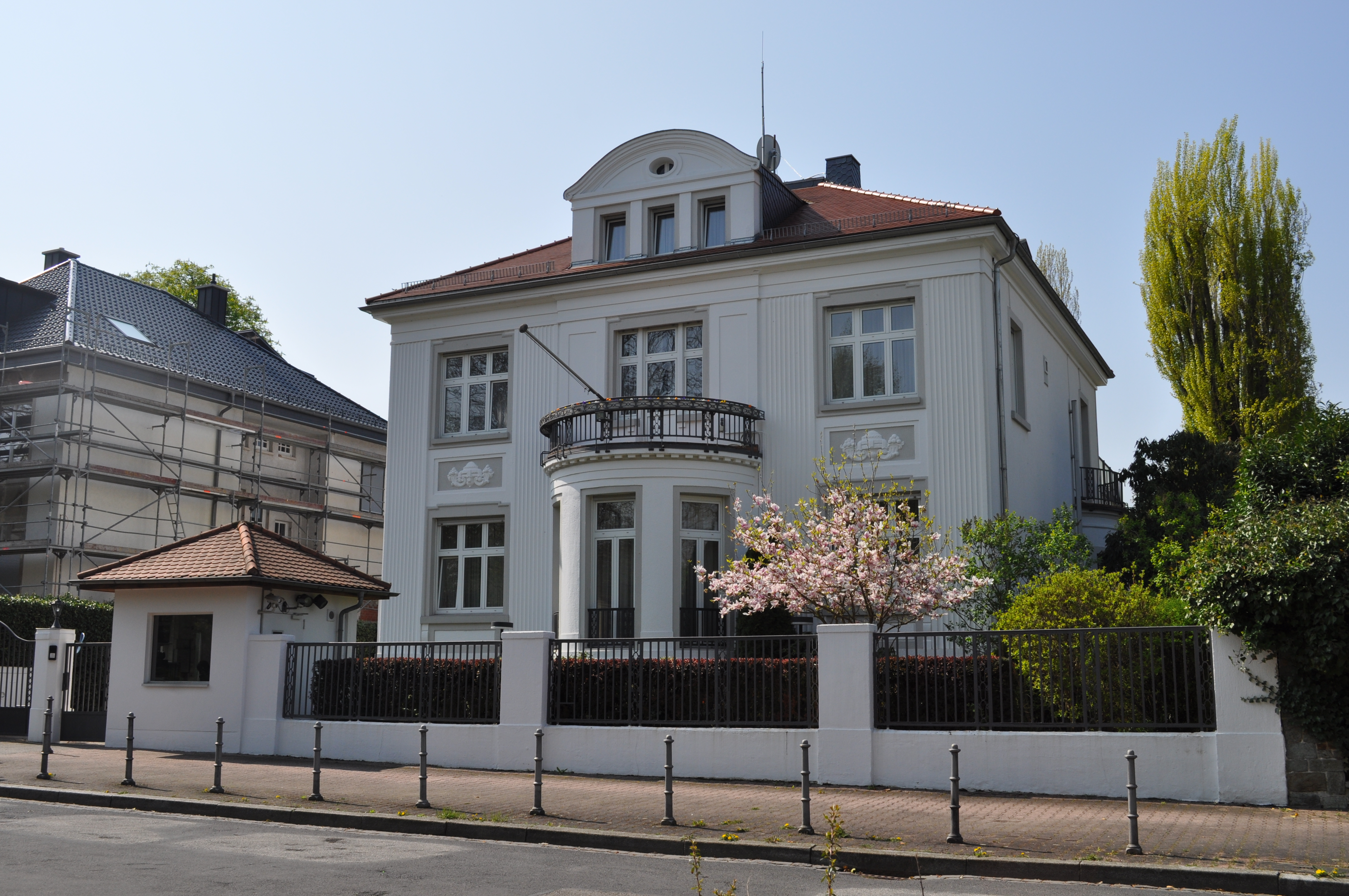
Zeppelinallee 107

Jenseits der Kreuzung mit der Franz-Rücker-Allee bildet die Zeppelinallee eine Schleife, die als Einbahnstraße ausgelegt ist. Am äußersten Ende befindet sich eine Freifläche (die Margarete- und Fritz Kahl-Anlage), die einen Blick über die Ginnheimer Landstraße hinweg auf den Niddapark und die Sportuniversität ermöglicht. Hier stehen die beiden letzten denkmalgeschützten neoklassizistischen Villen mit den Hausnummern 105 und 107. Beide wurden 1921 bis 1923 nach Entwürfen von Wilhelm Derlam errichtet. Hausnummer 105 zeichnet sich durch eine symmetrische, durch Girlanden charakterisierte Fassade aus. Das Gebäude ist heute Wohnsitz des US-amerikanischen Generalkonsuls.

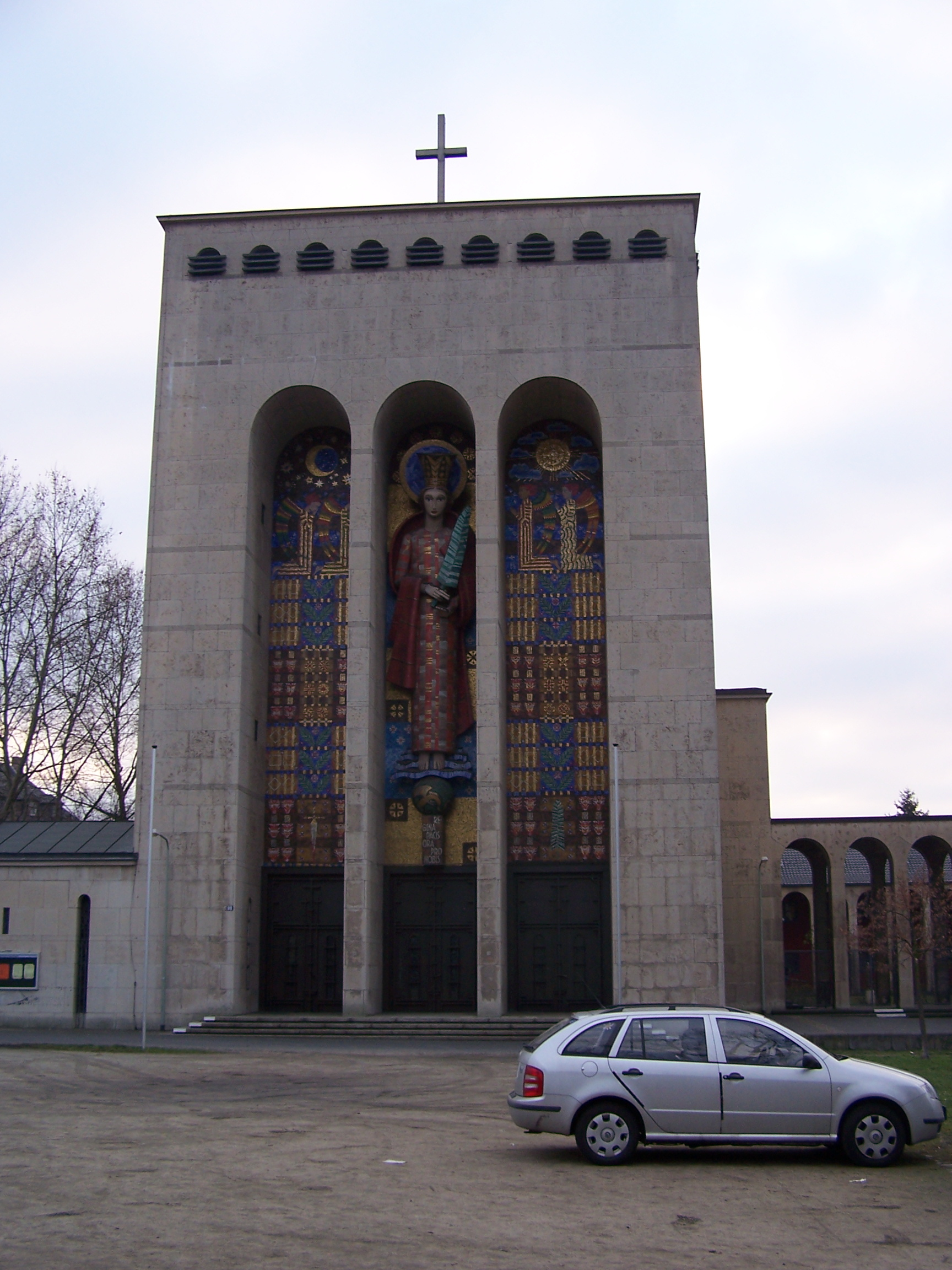
Frauenfriedenskirche

Am Ende der Zeppelinallee mit Hausnummer 99–103 wurde 1927 bis 1929 von Hans Herkommer die Frauenfriedenskirche erbaut. Sie entstand auf Initiative von Hedwig Dransfeld, der Vorsitzenden des Katholischen Deutschen Frauenbundes. Ihr Bau wurde aus Spenden finanziert. Die monumentale, architektonisch bedeutende und künstlerisch reich ausgestattete Kirche ist eine Stätte des Gedenkens an die Opfer der Kriege und des Gebets für den Frieden. Auffällig ist der kubische Baukörper mit monumentalem Frontturm mit Großbild der Muttergottes. Im Inneren befindet sich eine Krypta, in der eine Pietà von Ruth Schaumann steht.